# 羅拔·史譚
羅拔·域陀·亞歷山大·史譚（Robert Victor Alexander Stamp，1999年8月1日—），生於英格蘭，已退役英格蘭足球運動員，司職前鋒，於一歲前移居香港並在港長大。

## 球員生涯
史譚生於英格蘭，於一歲前移居香港並在港長大，所以他本身已是香港永久性居民，在加盟傑志青年軍前，他其實是中場球員，到2016年7月傑志以職業球員學徒合約簽下四名，連同史譚在內的1999年出生的年輕球員，而由於史譚在港已居滿七年，使他能以本地球員身份註冊本地賽事，惟還未持有香港特區護照的他，不能以香港球員身份出戰國際賽或亞洲球會級賽事，
而他在2016年12月20日對港會的足總盃首圈，在54分鐘後備入替辛祖，職業生涯首度登場，並於60分鐘勁射被港會門將撲出，由隊友羅勳奴再補射破網成4–1，最終協助傑志以5–1勝出。
不過到2017年1月，史譚與另外三名1999年出生的外籍青年軍，因國際足協規則而被暫停註冊，直到季內他們四人逐漸被解禁，而隨住菁英盃改制規定每隊每場必須派出最少兩名U22球員上陣，使18歲的史譚於10月29日對香港飛馬的菁英盃分組賽，在62分鐘後備入替畢頓，職業生涯第二度登場，即在77分鐘乘辛祖射門被對方門將拍出不遠，補射入空門，取得職業生涯首個入球外，更協助傑志最終以4–0勝出。
2018年因傷宣佈結束職業球員生涯。

## 榮譽
傑志
- 香港超級聯賽冠軍（2016–17季度）
- 香港足總盃冠軍（2016–17季度）
- 香港社區盃冠軍（2017年）

## 外部連結
- 香港足球總會網頁球員資料 （页面存档备份，存于）